# 公手成幸
公手 成幸（くで しげゆき 1948年12月12日 - ）は、日本の翻訳家。日本推理作家協会会員。
スティーヴン・ハンターの翻訳多数の他、冒険小説、SFを多く翻訳している。

## 略歴
京都府出身。同志社大学文学部卒業。
ミュージシャン（当時のバンド「赤と黒」は長戸大幸がリーダーだった）、七宝焼アトリエ主宰、都市計画コンサルタントなどを経て、英米文学翻訳家。

## 翻訳
- 『霊能者狩り』（トリシュ・ジェーンシュッツ、東京創元社、創元ノヴェルズ） 1991
- 『マドンナ : スーパー・サクセス・ストーリー』（ロバート・マシュー・ウォーカー、JICC出版局） 1991
- 『闇のなかの少女』（ジョン・ソール、扶桑社、扶桑社ミステリー） 1991
- 『ファースト・エア』上・下（マイケル・スキナー、東京創元社、創元ノヴェルズ） 1992
- 『闇から来た子供』（ジョン・コイン、扶桑社、扶桑社ミステリー) 1993
- 『ネプチューンの槍』 上・下（スティーブン・フォーブス、東京創元社、創元ノヴェルズ） 1993
- 『ファースト・エア 2』（マイケル・スキナー、東京創元社、創元ノヴェルズ) 1994
- 『ラスト・スパイ』上・下（ボブ・ライス、扶桑社、扶桑社ミステリー) 1994
- 『戦士の誇り』上・下（トニー・ダニエル、早川書房、ハヤカワ文庫SF) 1994
- 『世界の秘密の扉』（ロバート・チャールズ・ウィルスン、東京創元社、創元SF文庫） 1995
- 『バッド・ブラッド』（アンソニー・ブルーノ、扶桑社、扶桑社ミステリー） 1995
- 『ささやく影』（T・J・マグレガー、東京創元社、創元推理文庫） 1997
- 『ハッカー / 13の事件』（ジャック・ダン, ガードナー・ドゾワ編、浅倉久志ほか訳、扶桑社、扶桑社ミステリー） 2000
- 『デモン・シード : 完全版』（ディーン・クーンツ、東京創元社、創元SF文庫） 2000
- 『全米無差別テロの恐怖』上・下（カイル・ミルズ、扶桑社、扶桑社ミステリー） 2004
- 『NYPI』（ジム・フジッリ 講談社、講談社文庫） 2004
- 『ノアの箱舟の秘密』上・下（ティム・ラヘイ, ボブ・フィリップス、扶桑社、扶桑社ミステリー、バビロン・ライジング） 2005
- 『秘宝・青銅の蛇を探せ』上・下（ティム・ラヘイ, グレッグ・ディナロ、扶桑社、扶桑社ミステリー、バビロン・ライジング） 2005
- 『トーテム : 完全版』上・下（デイヴィッド・マレル、東京創元社、創元推理文庫） 2006
- 『ミラー・アイズ』（アリソン・ゲイリン、講談社、講談社文庫） 2007
- 『メアリー - ケイト』（ドゥエイン・スウィアジンスキー、早川書房、ハヤカワ・ミステリ文庫） 2008
- 『解雇手当』（ドゥエイン・スウィアジンスキー、早川書房、ハヤカワ・ミステリ文庫） 2009
- 『時限捜査』上・下（ジェイムズ・F・デイヴィッド、東京創元社、創元推理文庫） 2009
- 『傭兵チーム、極寒の地へ』上・下（ジェイムズ・スティール、早川書房、ハヤカワ文庫） 2010
- 『瘢痕』（トマス・エンゲル、早川書房、ハヤカワ・ミステリ文庫） 2014
- 『スナイパー・エリート』（スコット・マキューエン,トマス・コールネー、早川書房、ハヤカワ文庫NV） 2015
- 『魔術師を探せ!』（ランドル・ギャレット、早川書房、ハヤカワ・ミステリ文庫） 2015
- 『叫びの館』上・下（ジェイムズ・F・デイヴィッド、東京創元社、創元推理文庫） 2016
- 『ターゲット・アメリカ』（スコット・マキューエン,トマス・コールネー、早川書房、ハヤカワ文庫NV） 2016
- 『シャーロック・ホームズ殺人事件』上・下（グレアム・ムーア、早川書房、ハヤカワ・ミステリ文庫） 2017
- 『ダウンサイド強奪作戦』（マイク・クーパー、早川書房、ハヤカワ文庫NV) 2018

### アン・マキャフリイ作品
- 『銀の髪のローワン』（アン・マキャフリイ、早川書房、ハヤカワ文庫SF) 1993
- 『青い瞳のダミア』（アン・マキャフリイ、早川書房、ハヤカワ文庫SF、九星系連盟シリーズ) 1995
- 『ダミアの子供たち』（アン・マキャフリイ、早川書房、ハヤカワ文庫SF、九星系連盟シリーズ) 1996
- 『ライアン家の誇り』（アン・マキャフリイ、早川書房、ハヤカワ文庫SF、九星系連盟シリーズ) 1996
- 『フリーダムズ・ランディング : 到着』（アン・マキャフリイ、早川書房、ハヤカワ文庫SF) 1998
- 『フリーダムズ・チョイス : 選択』（アン・マキャフリイ、早川書房、ハヤカワ文庫SF) 1999
- 『フリーダムズ・チャレンジ : 挑戦』（アン・マキャフリイ、早川書房、ハヤカワ文庫SF) 2000

### スティーヴン・ハンター作品
- 『ダーティホワイトボーイズ』（スティーヴン・ハンター、扶桑社、扶桑社ミステリー） 1997
- 『ブラックライト』上・下（スティーヴン・ハンター、扶桑社、扶桑社ミステリー） 1998
- 『狩りのとき』上・下（スティーヴン・ハンター、扶桑社、扶桑社ミステリー） 1999
- 『悪徳の都』上・下（スティーヴン・ハンター、扶桑社、扶桑社ミステリー） 2001
- 『最も危険な場所』上・下（スティーブン・ハンター、扶桑社、扶桑社ミステリー） 2002
- 『ハバナの男たち』上・下（スティーヴン・ハンター、扶桑社、扶桑社ミステリー） 2004
- 『四十七人目の男』上・下（スティーヴン・ハンター、扶桑社、扶桑社ミステリー） 2008
- 『黄昏の狙撃手』上・下（スティーヴン・ハンター、扶桑社、扶桑社ミステリー） 2009
- 『蘇えるスナイパー』上・下（スティーヴン・ハンター、扶桑社、扶桑社ミステリー） 2010
- 『デッド・ゼロ : 一撃必殺』上・下（スティーヴン・ハンター、扶桑社、扶桑社ミステリー） 2011
- 『ソフト・ターゲット』上・下（スティーヴン・ハンター、扶桑社、扶桑社ミステリー） 2012
- 『第三の銃弾』上・下（スティーヴン・ハンター、扶桑社、扶桑社ミステリー） 2013
- 『スナイパーの誇り』上・下（スティーヴン・ハンター、扶桑社、扶桑社ミステリー） 2015
- 『我が名は切り裂きジャック』上・下（スティーヴン・ハンター、扶桑社、扶桑社ミステリー） 2016
- 『Gマン : 宿命の銃弾 』上・下（スティーヴン・ハンター、扶桑社、扶桑社ミステリー） 2017

### スティーヴン・グールド作品
- 『ジャンパー : 跳ぶ少年』上・下（スティーヴン・グールド（英語版）、早川書房、ハヤカワ文庫SF） 1997
のち改題『ジャンパー』上・下（スティーヴン・グールド、早川書房、ハヤカワ文庫SF） 2008
- 『ジャンパー グリフィンの物語』（スティーヴン・グールド、早川書房、ハヤカワ文庫SF） 2008

### トマス・W・ヤング作品
- 『脱出山脈』（トマス・W・ヤング、早川書房、ハヤカワ文庫NV） 2011
- 『脱出空域』（トマス・W・ヤング、早川書房、ハヤカワ文庫NV） 2012
- 『脱出連峰』（トマス・W・ヤング、早川書房、ハヤカワ文庫NV） 2013

### ジャック・コグリン,ドナルド・A・デイヴィス作品
- 『不屈の弾道』（ジャック・コグリン,ドナルド・A.デイヴィス、早川書房、ハヤカワ文庫NV） 2011
- 『運命の強敵』（ジャック・コグリン,ドナルド・A・デイヴィス、早川書房、ハヤカワ文庫NV） 2012
- 『狙撃手の使命』（ジャック・コグリン,ドナルド・A・デイヴィス、早川書房、ハヤカワ文庫NV） 2014